# Arbeitseinsatz

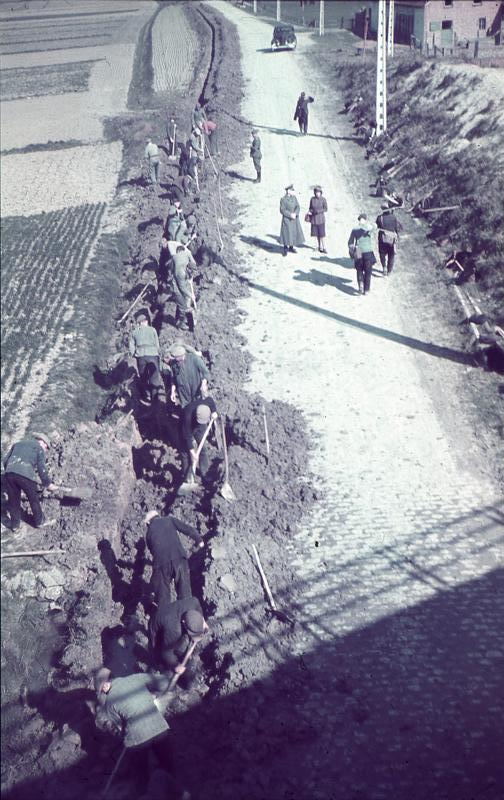
Kabelaanleg van Oostende naar Westende door dwangarbeiders.

De Arbeitseinsatz tijdens de Tweede Wereldoorlog hield in dat jonge mannen uit bezette gebieden verplicht werden ingezet in de oorlogseconomie van nazi-Duitsland, ter vervanging van Duitse mannen die als soldaten waren opgeroepen. Op weigering stonden straffen of er volgden represailles. Veel mannen die aan een oproep geen gevolg gaven, ontvluchtten daarom het land of gingen in onderduik.
In Duitsland zijn tussen 1938 en 1945 zo'n 7,7 miljoen arbeiders van niet-Duitse origine ingeschakeld in de oorlogseconomie: in de Duitse wapenindustrie (Rüstungsindustrie) bleek uiteindelijk de helft van alle arbeidsplaatsen bezet te zijn door deze Fremdarbeiter.